# يوهانس كونكل
يوهانس كونكل (بالألمانية: Johannes Kunckel) هو كيميائي سويدي من أصل ألماني عاش في القرن السابع عشر في الفترة ما بين 1630 - 1703. حصل كونكل على النبالة السويدية سنة 1693، لذلك يعرف أيضاً باسمه السويدي النبيل يوهانس فون لوفنشتيرن-كونكل.
عمل كونكل في مختبرات عدة تعود إلى بلاط العديد من الأمراء والملوك في تلك الفترة؛ ولكن الحدث البارز الذي يعرف به هو اشتراكه مع روبرت بويل في فك لغز طريقة هينيغ براند لتحضير الفوسفور انطلاقاً من تقطير البول. كان كونكل أول من نشر هذا الاكتشاف في دورية Öffentliche Zuschrift von dem Phosphor Mirabil سنة 1678.